# 雅鲁藏布大峡谷

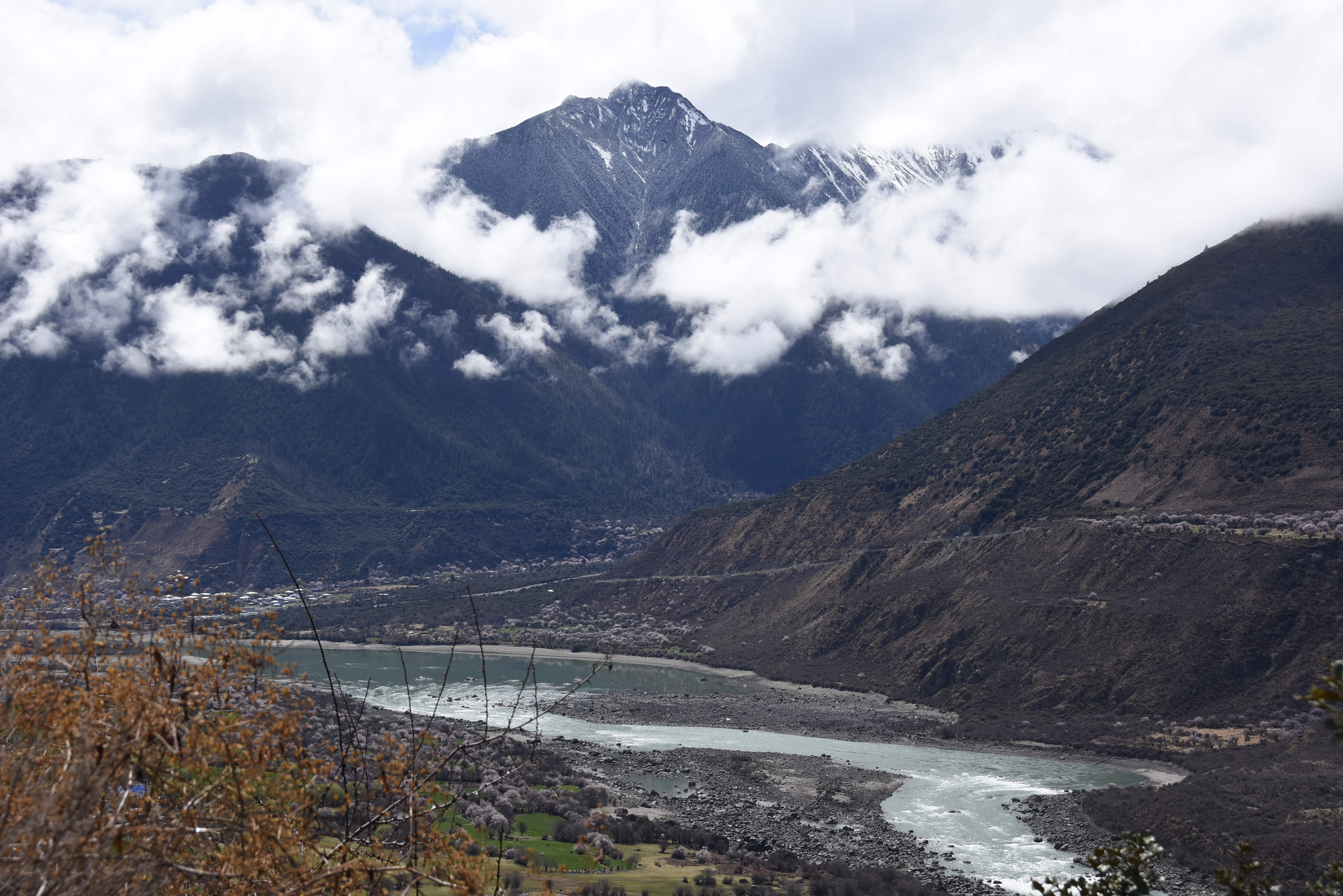
雅鲁藏布大峡谷

雅鲁藏布大峡谷（Yarlung Zangbo Grand Canyon），是雅鲁藏布江的大峡谷，位于中國西藏东南部的米林县和墨脱县境内，长504.6公里，最深为6009米。因为印度洋季风带来丰沛的降雨，使此地成为了世界上降雨量最大的地方之一，年降雨量达4500-11060毫米。
雅鲁藏布江自发源后向东流约1700公里后，在米林县派镇境内受喜马拉雅山阻挡，折向东北，在接受了北岸支流帕隆藏布之后，绕南迦巴瓦峰急剧转向西南，切穿喜马拉雅山后，在墨脱县巴昔卡村出山，流入阿薩姆邦河谷平原（古為獨立王國，今屬印度）。其派乡入口处海拔2910米，巴昔卡村出口处海拔155米。
大峡谷核心无人区河段，从西兴拉到帕隆藏布汇口20余公里河段，峡谷河床出现4处大瀑布群，一些主体瀑布落差都在30～35米。这段峡谷河床单位河段水能蕴藏量达13.86万千瓦/千米，为世界大河之最。水能总蕴藏量可达到3800万千瓦，为长江三峡的2.5倍。
大峡谷围绕喜马拉雅山东端的南迦巴瓦峰有一个奇特的马蹄形大拐弯，切穿喜马拉雅崇山峻岭，切割青藏高原东南急斜坡上，呈连续的“V”字形。
大峡谷南侧的印度板块，以北北东方向向北侧的欧亚板块俯冲、挤压、碰撞，又受到东侧强大的太平洋板块的抵制，三大板块共同作用下，板块之间形成构造地缝合线带；特别是北北东挤角部位，形成复杂作用的构造弧弯，壳、幔物质也在这里交互，导致以南迦巴瓦为中心的大峡谷地壳物质的深度多期变质、地壳强烈上升（3厘米／年），当大量冰雪融水由上、中游奔来；受到喜马拉雅山东端阻挡时，寻找构造弧弯的薄弱部位，劈开重山，形成深峻的峡谷。
雅鲁藏布大峡谷区域中含有多个瀑布，最著名的是发现于1998年的藏布巴东瀑布群。自1993年开始，不断有各国漂流队试图征服这段峡谷，但均未成功。
中国在此建立了雅鲁藏布大峡谷自然保护区，但国内一直争论是否要在此处建造水库，发电，并向黄河等中国北部缺水河流引水。这种设想引起了雅鲁藏布江下游印度和孟加拉国的疑惧，担心这一工程会影响到下游人民的安全和用水。